# Anthurium tonianum
Anthurium tonianum är en kallaväxtart som beskrevs av Luis Aloysius, Luigi Sodiro. Anthurium tonianum ingår i släktet Anthurium och familjen kallaväxter. Inga underarter finns listade.